# Kóstas Athanasópoulos
Kóstas Athanasópoulos (en grec moderne : Kώστας Aθανασόπουλος), de son nom complet Konstantínos Athanasópoulos (en grec moderne : Κωνσταντίνος Aθανασόπουλος) est un footballeur grec né le 8 juillet 1947 à Athènes. Il évoluait au poste d'arrière gauche.

## Biographie
Kóstas Athanasópoulos est joueur du Panathinaïkos de 1966 à 1976,,,.
Avec le Panathinaïkos, il est Champion de Grèce à trois reprises, il remporte également deux Coupes de Grèce,.
Kóstas Athanasópoulos joue deux matchs de Coupe des clubs champions (un quart de finale et une demi-finale) lors de la campagne 1970-1971 historique du club grec. Le Panathinaïkos perd lors de la finale contre l'Ajax Amsterdam sur le score de 0-2,.
Il joue également les deux rencontres de la Coupe intercontinentale 1971 perdue contre le Club Nacional.
Au total, en compétitions européennes, il dispute 5 matchs de Coupe des clubs champions et 5 matchs de Coupe des villes de foire/Coupe UEFA. Il joue également deux matchs en Coupe intercontinentale
En 1976, il rejoint l'Atromitos FC. Il ne représente ce club qu'une unique saison avant de raccrocher les crampons en 1977

### En équipe nationale
International grec, il reçoit une unique sélection en équipe de Grèce en 1973,.
Il joue en équipe nationale le 21 février 1973 contre l'Espagne (défaite 1-2 à Málaga) dans le cadre des qualifications pour la Coupe du monde 1974.

## Palmarès
Panathinaïkos
| - Championnat de Grèce (3) : - Champion : 1968-69, 1969-70 et 1971-72. - Vice-champion : 1973-74. - Coupe de Grèce (2) : - Vainqueur : 1966-67 et 1968-69. - Finaliste : 1964-65, 1967-68, 1971-72, 1974-75. |  | - Coupe des clubs champions : - Finaliste : 1970-71. |